# Billy Wilder and Me
Pour plus de détails, voir Fiche technique et Distribution.
Billy Wilder and Me est un  projet de film britannique écrit et réalisé par Stephen Frears d'après le roman Billy Wilder et moi de Jonathan Coe et dont la date de sortie n'a pas encore été précisée.

## Synopsis
Après avoir rencontré Billy Wilder à Los Angeles pendant l'été 1977, une jeune femme le rejoint, ainsi que son scénariste Iz Diamond, sur une île grecque où elle tourne dans son Fedora. La jeune actrice continue le travail en Allemagne, à Munich, où le célèbre réalisateur l'entraîne dans sa période de gloire,.

## Fiche technique
- Titre original : Billy Wilder & Me
- Réalisation : Stephen Frears
- Scénario : Stephen Frears, Christopher Hampton d'après le roman Billy Wilder et moi de Jonathan Coe
- Photographie :
- Montage :
- Musique :
- Pays de production : Royaume-Uni, Allemagne
- Langue originale : anglais
- Format : couleur
- Genre : biographique
- Durée :
- Dates de sortie (Dates sujettes à modification) : n/a

## Distribution
- Christoph Waltz : Billy Wilder
- Maya Hawke : Calista
- John Turturro : I. A. L. Diamond
- Jon Hamm : William Holden

## Production
Le tournage aurait dû commencer au printemps 2023 en Grèce, à Munich et à Paris mais est reporté à 2024.